# Preischeid
Preischeid est une municipalité allemande située dans le Land de Rhénanie-Palatinat et l'arrondissement d'Eifel-Bitburg-Prüm.

## Géographie
La commune est bordée à l’ouest par la frontière luxembourgeoise et l’Our (un affluent de la Sûre) qui la séparent de la commune du Parc Hosingen située dans le canton de Clervaux.